# Kees Taal
Kees Taal is een Nederlandse tenor. Hij was zowel in de VS als in Rusland op televisie te zien. Hij trad onder andere op in de Amsterdam ArenA, de Heineken Music Hall, het Concertgebouw en de Stadsschouwburg te Amsterdam. Hij geeft zangles aan René Froger, Karin Bloemen, Monique en Suzanne Klemann, Ben Saunders en Birgit Schuurman.  